# Kuper Island
Kuper Island är en ö i Kanada.   Den ligger i provinsen British Columbia, i den sydvästra delen av landet, 3 600 km väster om huvudstaden Ottawa. Arean är 21,7 kvadratkilometer.
Terrängen på Kuper Island är platt. Öns högsta punkt är 155 meter över havet. Den sträcker sig 9,9 kilometer i nord-sydlig riktning, och 6,0 kilometer i öst-västlig riktning.